# Petri Helin
Petri Helin (født 13. december 1969) er en finsk, tidligere fodboldspiller.
Helin har vundet det finske fodboldmesterskab 3 gange (1990, 1992 og 1997). Det var alle med det finske storhold HJK Helsinki. Han har spillet 27 kampe for det finske fodboldlandshold, hvor den sidste blev spillet i 2002.
Over 2 omgange spillede han i Danmark og Superligaen. Første gang var i 1993 – 1995, da han med succes spillede for Ikast FS. I efteråret 1996 spillede han for Viborg FF. Her blev det til 5 kampe.
I 1997 tog han tilbage til Ikast FS hvor han bl.a. var med til at tabe pokalfinalen til FC København.
I alt nåede han at spille i Finland, Danmark, England og Tyrkiet inden karrieren stoppede som 34-årig på grund af vedvarende problemer med sine knæ.